# 破镜兽
破镜，是中國传说中的恶兽，也称为獍，长大後食自己父親。对应枭会吃自己母亲。“破镜重圆”则比喻夫妻分离后重新合好。枭与獍合称“枭獍”，亦作“枭鏡”，比喻凶恶忘恩的人。《吴均集》有《破镜赋》，有说破镜乃凶逆之兽。在法律上，债务人既不能以其现有财产清偿也叫破镜。另说破镜，即獍，像虎或豹但是比较小。

## 记载
《汉书·郊祀志上》；“古天子常以春解祠，祠黄帝，用一枭、破镜。”颜师古注引孟康曰；“枭，鸟名，食母
《楞严经》卷七；“及破镜鸟以毒树果抱为其子；子成，父母皆遭其食。”
《魏书·萧宝寅传》；“背恩忘义，枭獍其心。”
清陈元龙《格致镜原》卷八一引《张华禽经注》云；“枭在巢，母哺之，羽翼成，啄母目翔去也。”
《述异记》卷上：“獍之为兽，状如虎豹而小，始生，还食其母。”

## 参看
中国妖怪列表